# Arcipelago di Vega
L'arcipelago di Vega si trova nel mare di Norvegia e corrisponde grossomodo al comune norvegese di Vega nella contea di Nordland.
L'arcipelago è composto da oltre 6500 tra isole, isolotti e scogli situati poco a sud del Circolo polare artico, si estende per un'area di 107 294 ettari 6 881 dei quali sono terre emerse.
Le isole custodiscono tracce di insediamenti risalenti a 11 000 anni fa e testimonianze dello stile di vita dei pescatori locali e dell'attività tipica di costruzione di nidi e casette per le anatre marine, per questo motivo nel 2004 sono state incluse nel Patrimonio dell'umanità dell'UNESCO.
Tra gli edifici compresi nel patrimonio vi sono villaggi di pescatori, moli, magazzini, fari, fattorie e gli edifici per ospitare le anatre.
L'arcipelago comprende una Important Bird Area istituita a tutela delle specie nidificanti e di transito.